# لوریل گلوکوزید
لوریل گلوکوزید (به انگلیسی: Lauryl glucoside) با فرمول شیمیایی C۱۸H۳۶O۶ یک ترکیب شیمیایی با شناسه پاب‌کم ۹۳۳۲۱ است. که جرم مولی آن ۳۴۸٫۴۸ g/mol می‌باشد. 